# Juan Antonio Zaldua
Juan Antonio Zaldua Olazara (Busturia, 14 de octubre de 1952) fue un futbolista español que jugaba de portero.

## Biografía
Zaldua se formó en la cantera del Athletic Club desde 1969. En 1971 dio el salto al Bilbao Athletic, donde permaneció tres temporadas jugando más de setenta partidos. En 1974 se incorporó al Athletic Club, quedando como tercer portero tras José Ángel Iribar y Víctor Marro. Para la temporada siguiente pasó a ser el segundo guardameta tras la marcha  de Víctor. Su debut oficial tuvo lugar el 19 de octubre de 1975, en Primera División, ante el Racing de Santander. El 1 de febrero de 1976 detuvo un penalti, en el Camp Nou, a Johan Neeskens uno de los mejores lanzadores de la época. Una lesión de rodilla le obligó a retirarse prematuramente en 1980, tras una temporada inactivo. Su retirada coincidió con la del veterano Iribar, después de haber jugado 28 encuentros en el club vasco.
Después de la retirada se dedicó al negocio de la hostelería, abriendo varios restaurantes especializados en carne a la parrilla.

## Clubes
| Club            | País   | Temporadas |
| --------------- | ------ | ---------- |
| Bilbao Athletic | España | 1971-1974  |
| Athletic Club   | España | 1974-1980  |